# Journal of Hymenoptera Research
Journal of Hymenoptera Research – międzynarodowe, recenzowane czasopismo naukowe otwartego dostępu, publikujące w dziedzinie entomologii.
Pismo wydawane jest przez International Society of Hymenopterists. Tematyką obejmuje różne dziedziny hymenopterologii, jak biologię, zachowanie, ekologię, morfologię, genetykę, systematykę i taksonomię błonkówek.
W 2015 wskaźnik cytowań pisma wyniósł 0,966.